# یا جسی
یا جسی (انگلیسی: Yaa Gyasi؛ زادهٔ ۱۹۸۹) رمان‌نویس اهل ایالات متحده آمریکا است. جسی همچنین برندهٔ جوایزی همچون جایزه ملی حلقه منتقدان کتاب، و جایزه ملی حلقه منتقدان کتاب، شده‌است.